# Brunei Super League
Brunei Super League (mal. Liga Super Brunei) – piłkarskie rozgrywki ligowe na najwyższym szczeblu w Brunei. Ligę założono w 2012 roku i zastąpiła Liga Perdana Brunei. Najwięcej mistrzostw zdobyła drużyna MS ABDB.

## Historia
Rozgrywki piłkarskie w ramach mistrzostwa Brunei prowadzone są od sezonu 1984. Pierwszym mistrzem Brunei został zespół MS ABDB pokonując drużynę Belait District w finale Pucharu Prezydenta. W 2002 roku powołana została nowa najwyższa liga, występująca wówczas pod nazwą Proton B-League. Były to pierwsze rozgrywki w ramach mistrzostw Brunei od 1993 roku. Pierwszym zwycięzcą nowej ligi została drużyna DPMM FC. 5 grudnia 2011 poinformowano że najlepsze 14 drużyn rozgrywek 2011/2012 awansuje na przyszły sezon do nowo utworzonej Brunei Super League. 

## Drużyny w sezonie 2024
| Uczestnicy edycji 2024/2025 | Uczestnicy edycji 2024/2025 | Uczestnicy edycji 2024/2025 |
| Poz.                        | Drużyna                     | Miejscowość                 |
| --------------------------- | --------------------------- | --------------------------- |
| 1.                          | Kasuka FC                   | Bandar Seri Begawan         |
| 2.                          | Indera SC                   | Kilanas                     |
| 3.                          | Kota Ranger FC              | Bandar Seri Begawan         |
| 4.                          | MS ABDB                     | Pekan Tutong                |
| 5.                          | AKSE Bersatu                | Bandar Seri Begawan         |
| 6.                          | Kuala Belait FC             | Kuala Belait                |
| 7.                          | MS PPDB                     | Gadong B                    |
| 9.                          | Wijaya FC                   | Bandar Seri Begawan         |
| 10.                         | Rimba Star FC               | Kampong Rimba               |
| 11.                         | Lun Bawang FC               | Batu Apoi                   |
| 12.                         | Panchor Murai FC            | Panchor Murai               |
| 15.                         | BSRC FT                     | Panaga                      |
| 16.                         | Jerudong FC                 | Jerudong                    |
| —                           | DPMM FC II                  | Bandar Seri Begawan         |

Źródło:

## Statystyka

### Tabela medalowa
Mistrzostwo Brunei zostało do tej pory zdobyte przez 10 różnych drużyn.
Stan po sezonie 2023.
| Klub           | Liczba tytułów |
| -------------- | -------------- |
| MS ABDB        | 5              |
| QAF FC         | 3              |
| DPMM FC        | 2              |
| Indera SC      | 2              |
| Kota Ranger FC | 2              |
| Wijaya FC      | 2              |
| Brunei Muara   | 1              |
| Kasuka FC      | 1              |
| Kuala Belait   | 1              |
| Muara Stars FC | 1              |